# The Hole in the Wall (film 1929)
The Hole in the Wall è un film statunitense del 1929 diretto da Robert Florey.
Si tratta del remake dell'omonimo film muto del 1921 diretto da Maxwell Karger.